# Miguel Ángel Nadal
Miguel Ángel Nadal Homar (født 28. juli 1966 på Mallorca, Spanien) er en pensioneret spansk fodboldspiller, der spillede som midterforsvarer hos La Liga-klubberne RCD Mallorca og FC Barcelona. Hans klart mest succesfulde år fandt sted hos Barcelona, som han vandt adskillige spanske mesterskaber samt nationale og europæiske pokaltitler med. Han vandt også en enkelt titel med Mallorca, nemlig Copa del Rey i 2003.
Nadal er onkel til tennisstjernen Rafael Nadal.

## Landshold
Nadal nåede gennem sin karriere at spille hele 62 kampe for Spaniens landshold, som han repræsenterede ved både VM i 1994, EM i 1996, VM i 1998 samt VM i 2002. Det lykkedes dog ikke det spanske hold at vinde nogen af turneringerne.
Nadal nåede gennem sine 12 år lange landsholdskarriere at score 3 mål for holdet.

## Titler
La Liga
- 1992, 1993, 1994, 1998 og 1999 med FC Barcelona

Copa del Rey
- 1997 og 1998 med FC Barcelona
- 2003 med RCD Mallorca

Champions League
- 1992 med FC Barcelona

Pokalvindernes Europa Cup
- 1997 med FC Barcelona

UEFA Super Cup
- 1992 og 1998 FC Barcelona